# Acyl-coenzyme A synthétase
L'acyl-CoA synthétase est une ligase qui catalyse la réaction :
 + ATP + CoA-SH    {\displaystyle \rightleftharpoons }     + AMP + PPi.
Cette enzyme, présente chez tous les organismes comme les bactéries et les humains, active la dégradation des acides gras, la biosynthèse de novo des lipides et le renouvellement des membranes cellulaires en établissant une liaison thioester avec la coenzyme A, de sorte qu'ils puissent être oxydés par β-oxydation ou être incorporés dans des phospholipides. Elle joue un rôle important dans la régulation physiologique de diverses fonctions cellulaires en produisant des acyl-CoA à longue chaîne, lesquels seraient impliqués dans le transport et l'acylation des protéines, l'activation de certaines enzymes, la signalisation cellulaire et la régulation de la transcription. La réaction se déroule en deux temps, avec la formation d'un intermédiaire acyl-AMP.